# Blokovi

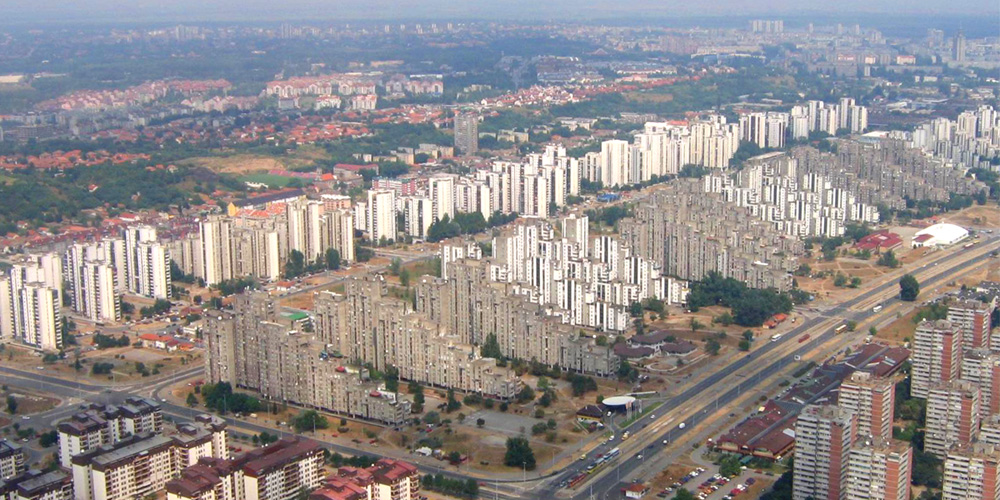
Pohled na panelová sídliště vedle ulice Jurije Gagarina.

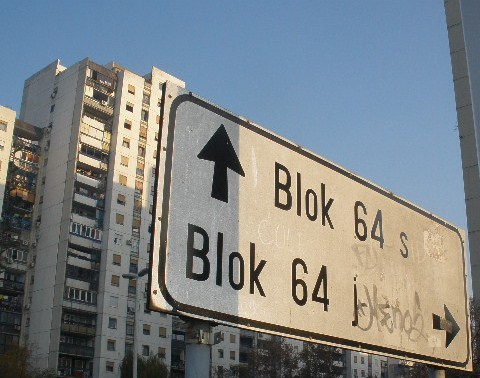
Dopravní značení, ukazující směr k jednotlivým blokům.

Blokovi (v srbské cyrilici Блокови) je neformální název pro část Bělehradské čtvrti Nový Bělehrad. Nachází se na levém břehu řeky Sávy. Název doslovně odkazuje na výškové budovy, které zde byly vybudovány v souvislosti s rozvojem města po druhé světové válce.
V roce 2002 měly podle údajů z srbského sčítání lidu spolu se sousedním sídlištěm Dr. Ivana Ribara celkem 89 561 obyvatel.
Čtvrť se nachází v jihovýchodní zastavěné části Nového Bělehradu, zhruba mezi ostrovy Ada Međica a Ada Ciganlija. Sousedí s městskými částmi Bežanija a Bežanijska Kosa. Brutalistické sídliště vzniklo v první polovině 70. let.
Při tvorbě urbanistického plánu Nového Bělehradu bylo rozhodnuto, že nové město, které mělo být protikladem srbské metropole a které má dát k dispozici všechny vymoženosti moderní doby, bude rozděleno na 72 bloků, jako například blok 45. Autorem plánu byl urbanista Jovan Mišković. Jednotlivé bloky se dále dělí na podbloky (např. 8-a, 9-a, 9-b apod.) Umístění jednotlivých bloků bylo zvoleno zcela náhodně, ačkoliv se v samotném Bělehradě nějakou dobu diskutovalo, že se jedná o sofistikovaný systém. Bloky 44 a 45 např. od sebe oddělují bloky č. 70 a 71.
Vzhledem k tomu, že se nově vznikající výškové budovy nacházely dále od středu Nového Bělehradu na louce, která neměla žádný místní název, začal se přirozeně pro tuto oblast používat název Blokovi (česky Bloky). Hlavní osou této části města je ulice Jurija Gagarina. Dopravu zajišťují tramvaje a autobusy.
V 90. letech byla tato hustě osídlená část srbské metropole vyobrazena v srbské filmové kultuře jako ghetto. Natáčelo se zde několik filmů, které se zabývaly srbskou společností v období po rozpadu Jugoslávie, jako např. Apsolutnih sto, Rane, nebo Sedam i po.